# Andrés Antonio Ballester Costa
Andrés Antonio Ballester Costa (Benejússer, 1959) és un empresari i polític valencià, diputat a les Corts Valencianes en la VII i VIII legislatures.
Ha estat empresari del sector hortícola i fruiter, el 1983 ingressà a Aliança Popular i formà part del comitè executiu regional de Nuevas Generaciones. Ha estat regidor de transport i benestar social de l'ajuntament d'Oriola de 1999 a 2002. Ha estat elegit diputat per la província d'Alacant a les eleccions a les Corts Valencianes de 2007 i de 2011.